# Fontaine de Taninges
La fontaine de Taninges est une fontaine située à Taninges, en France.

## Localisation
La fontaine est située dans le département français de la Haute-Savoie, sur la commune de Taninges.

## Historique
L'édifice est inscrit au titre des monuments historiques en 1931.